# Oppolzer (månkrater)
För andra betydelser, se Oppolzer.
Oppolzer är en nedslagskrater på månen. Oppolzer har fått sitt namn efter den österrikiske astronomen Theodor von Oppolzer.
Kratern har en diameter på ungefär 40 km.

## Satellitkratrar
| Oppolzer | Latitud | Longitud | Diameter |
| -------- | ------- | -------- | -------- |
| A        | 0.5° S  | 0.3° V   | 3 km     |
| K        | 1.7° S  | 0.3° V   | 3 km     |